# أديب القاسم حسين
يُعتبر أديب القاسم حسين من أبرز الشخصيات الفلسطينية التي جمعت بين الطب والبحث الثقافي حيث ترك إرثًا غنيًا في مجال توثيق الذاكرة الفلسطينية والحفاظ عليها.

## نشأته وتعليمه
وُلد أديب القاسم حسين في 15 فبراير 1929 في قرية الرامة بالجليل الفلسطيني. بعد إتمامه دراسته الثانوية في قريتهسافر إلى الولايات المتحدة الأمريكية عام 1955 لاستكمال دراسته في مجال جراحة الفم والأسنان حيث حصل على شهادته في هذا التخصص عام 1964.
مع أن تخصصه الطبي إلا أن اهتمام أديب القاسم حسين بالثقافة والتاريخ الفلسطيني كان بارزًا. أسس أول سينما عربية في الجليل عام 1955 مما يعكس اهتمامه بالفنون والثقافة. كما جمع مذكرات سلطان باشا الأطرش وأصدرها شقيقه نبيه القاسم في كتابين وترجم كتاب "بلاد الدروز في سوريا" لكاهن مدينة بريبوس ي. س. وودبس الصادر عام 1799. بالإضافة إلى ذلك حقق وأرخ أنساب معظم عائلات قرية الرامة حتى عام 1948.

## مشروعه التوثيقي
منذ أواخر السبعينيات بدأ أديب القاسم حسين بتوثيق تاريخ قريته الرامة من خلال جمع الوثائق والصور والمقابلات مع سكان القرية. عمل على ترميم بيت عائلته القديم الذي يعود بناؤه إلى أكثر من ثلاثة قرون بهدف الحفاظ على التراث الثقافي للقرية. هذا المشروع استمر حتى وفاته عام 1993 حيث ترك خلفه أرشيفًا غنيًا يشمل وثائق عثمانية وانتدابية بالإضافة إلى قصص وأشعار شعبية ووصفات طبية استخدمها أهل القرية.

## إرثه بعد وفاته
بعد رحيله تولت ابنته نسب أديب حسين مهمة استكمال مشروعه التوثيقي. في عام 2006 افتتحت متحف "البيت القديم" في الرامة الذي يضم الأرشيف الذي جمعه والدها بالإضافة إلى مقتنيات تراثية تعكس تاريخ القرية.
في عام 2020 صدر كتاب "الرامة رواية لم تروَ بعد" بالتعاون مع نسب أديب حسين. يُعد هذا الكتاب موسوعة تاريخية واجتماعية توثق حياة قرية الرامة من عام 1870 حتى 1970، ويشمل تفاصيل عن الحياة اليومية الأحداث السياسية وتوثيق أنساب العائلات. استغرق إعداد الكتاب نحو 40 عامًا بين الفكرة والتنفيذ ويُعتبر إضافة مهمة للمكتبة الفلسطينية.